# Villagarzón
Villagarzón es un municipio de Colombia, situado en el sur del país, en el departamento del Putumayo.
Conocido como El Corazón del Putumayo, por contar con una rica gama de biodiversidad.

## Geografía
El territorio municipal hace parte de la región del piedemonte amazónico, y es regado por los ríos San Juan, Conejo, Chalguayaco, Vides, Alguacil, San Vicente, San José, Guineo, Juanambú, Picudo grande y Putumayo, siendo este último el más caudaloso, del cual lleva el nombre el Departamento del Putumayo. La cabecera municipal se encuentra en los 1° de latitud norte 76°37′ de longitud oeste del meridiano de Greenwich.
Extensión total:139.224,7 km².
Extensión área urbana:152,8 km².
Extensión área rural:137.696,7 km².
Altitud de la cabecera municipal (metros sobre el nivel del mar): 426 m.
Área en bosques 820,12 km²,
Temperatura media: 25 °C,

## División político-administrativa
Además de su cabecera municipal, Villagarzón tiene bajo su jurisdicción los siguientes centros poblados:
- Albania
- Canangucho
- Kofania
- La Castellana
- Naranjito
- Porvenir
- Puerto Umbría
- Río Blanco
- Santa Rosa de Juanambú

## Historia
Fecha de fundación: 8 de diciembre de 1946.
Nombre del fundador: Coronel (r) Julio César Garzón Moreno (1902-1982).

### Reseña histórica
En la década de los años treinta, Villagarzón se conocía como Urcusique. En 1942 los pobladores de Urcusique decidieron construir nuevamente sus casas en la parte plana y baja, ya que el sitio anterior no favorecía el desarrollo del caserío dada la topografía ondulada. Fue fundado el 8 de diciembre de 1946 por el entonces comisario del Putumayo, Coronel (r) Julio César Garzón Moreno (1902-1982), originario de Túquerres, Nariño. En 1963 por Decreto Nacional se le dio carácter de corregimiento de Mocoa. Se constituyó en el cuarto municipio del departamento del Putumayo mediante Decreto N.º 574 del 14 de marzo de 1977, e inició sus actividades administrativas el 2 de mayo de 1977. 
El nombre de Villa Amazónica cambió a "Villagarzón" en homenaje a su fundador, quien además fuera su primer alcalde. En 1971 se inician las obras para la construcción del aeropuerto y en 1973 se entrega la primera parte que, con un acceso pavimentado, queda a 8 minutos del casco urbano y a sólo 40 minutos de Mocoa. El primer vuelo de carácter oficial se realizó el 26 de febrero de 1973. Una de las características fundamentales en el proceso histórico de Villagarzón es que se constituye en la primera población creada por civiles, a diferencia de otras comunidades que nacieron por la intervención e iniciativa de comunidades religiosas como los capuchinos. El segundo hito histórico fue el proceso de asentamiento mestizo, que nace como una respuesta a la demanda de materias primas por parte de otras regiones del país. Debido a lo anterior se llegó a tener grandes expectativas respecto a la idea de fundar cerca de Urcusique una nueva población, como estrategia para vincular más colonizadores, que, al relacionarse con las etnias de la región, diesen origen a una nueva cultura.

## Economía
Su actividad económica deriva de la ganadería (hatos lecheros y levante) y agricultura, dentro de la que se destaca la producción de chontaduro, yuca, plátano y maíz, entre otros. La piscicultura y cría de especies menores también forman parte de su actividad económica, al igual que la explotación maderera y de hidrocarburos.

## Demografía
Según el Departamento Administrativo Nacional de Estadística (DANE) con datos procesados del censo de 2005, tenía una población de 15 085, que creció hasta los 25 885 en el 2010. Para el 2024 el DANE estima una población de 27.111 personas.
| Evolución de la población de Villagarzón (2000-2012) |
|                                                      |

### Composición étnica
Según las cifras presentadas por el DANE del censo 2005, la composición etnográfica de la ciudad es:
- blancos y Mestizos (73,1%)
- Indígenas(21,4%)
- Afrocolombianos (5,5%)

## Turismo
Villagarzón cuenta entre sus atractivos turísticos con el Charco del Indio, y con sitios como "Donde se oculta el sol", "El rincón del Vides", "El encanto del Vides", Yachay (centro del conocimiento ancestral) y el Área Arqueológica del Vides, donde se plasma la cosmovisión y el arte rupestre de pobladores de la zona.  La Virgen del Eslabón cuenta con una cascada natural. También podemos encontrar balnearios sobre el río Guineo y petroglifos en el río Vides; las cavernas de Urcusique, que son cavernas marinas con fósiles de conchas marinas y muchas otras formaciones rocosas formadas por el escurrimiento del agua a través de las rocas. Estas cavernas cuentan con guías certificados en espeleología. Existe una quebrada en la zona montañosa del municipio, en donde se realizan cursos esporádicos relacionados con la ruta espeleo-turística. En ella se forma una cascada de unos 5 metros de altura y un pozo. La población tiene a su disposición el aeropuerto Canaguchal. Otros atractivos del pueblo son la gastronomía típica amazónica y las artesanías típicas.

## Deporte
En Villagarzón se practican deportes muy conocidos, tales como baloncesto, voleibol, fútbol, fútbol sala, microfútbol, taekwondo, atletismo, ciclismo y patinaje, siendo actualmente los dos últimos los deportes de mayor impacto en este municipio. La chaza  es el deporte por el cual Villagarzón es reconocido, debido a la participación de algunos de sus deportistas en la Selección Colombiana de Chaza, entre los que destacan Edisson Mora ("Kokimbo"), Edwin Botina ("Runcho"), Jhon Ángel Montenegro ("Angelito") y Deivi David Mena "Trapiche".